# Areia de Baraúnas
Areia de Baraúnas är en kommun i Brasilien.   Den ligger i delstaten Paraíba, i den östra delen av landet, 1 500 km nordost om huvudstaden Brasília. Antalet invånare är 1 927.
Omgivningarna runt Areia de Baraúnas är huvudsakligen savann. Runt Areia de Baraúnas är det glesbefolkat, med 20 invånare per kvadratkilometer.